# 翁舞

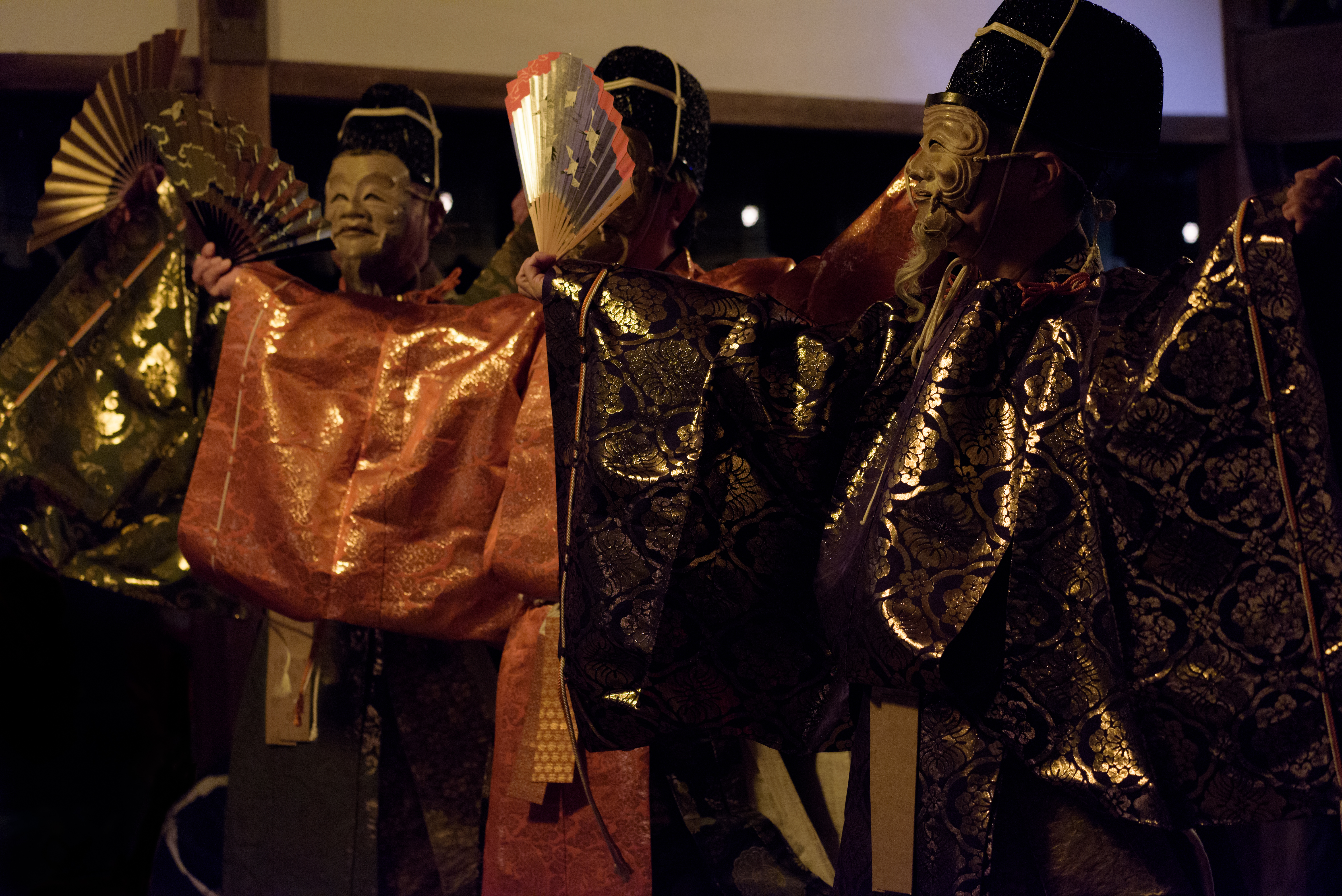
奈良豆比古神社の翁舞のうち太夫と脇の三人舞（2015年）

翁舞（おきなまい）は、日本の伝統芸能の舞。現在の能楽の原典とされる他、民俗芸能として各地に伝えられている。長寿の翁が人々の安寧を祈って舞う。

## 解説
古くは田楽や猿楽、あるいは人形浄瑠璃、歌舞伎、また民俗芸能などでも演じられる儀式的祝言曲であり、芸能本来の目的の一つに人の延命を願うことがあるが、その表現として翁媼を登場させることがあったものと考えられている。しかし、面を付け舞や語りを演じる芸能は猿楽が最初であり、翁猿楽とか式三番と称された。翁猿楽の成立については、『法華五部九巻書』序品第一に、父叟は仏を、翁は文殊を、三番は弥勒をかたどるなどの仏教的解説があり、平安時代後期には成立していたとする説もあるが、『法華五部九巻書』を偽書とする説もある。確実な史料としては、弘安6年（1283年）の「春日若宮の臨時祭礼記」があげられ、舞楽・田楽・細男とともに、児・翁面・三番猿楽・冠者・父允を一組とする翁猿楽が演じられたとされており、このころ翁舞の一つの形式が成立した。
この翁の芸能が、どのような系譜に根ざしているか不明な部分も多いが、『大乗院寺社雑事記』や『興福寺明王院記録』によると、興福寺修二会での鎮守神たる春日大宮の前で演じる猿楽が呪師走りと称され、また延暦寺の修正会でも、鎮守日吉大社で翁舞が演じられるなどの例があり、平安時代中期以降に大寺社の修正会・修二会などに守護神を祀る後戸で演じられた呪師猿楽の芸能として発展したものと推測されている。呪師の芸と翁舞の内容が「天下安全五穀豊穣」を祈願することでは共通していることから、修二会に奉仕する呪師の芸に始まりのちに猿楽者が呪師に代わって演じるようになったものと考えられている。室町時代の猿楽の座は、この宗教色の濃い翁猿楽を本芸として各地の寺社の祭礼に参勤し楽頭職を得ていたとされ、今日の能楽は、その余興芸とも言える猿楽能が人気を得て集大成されたものとされている。

## 民俗芸能

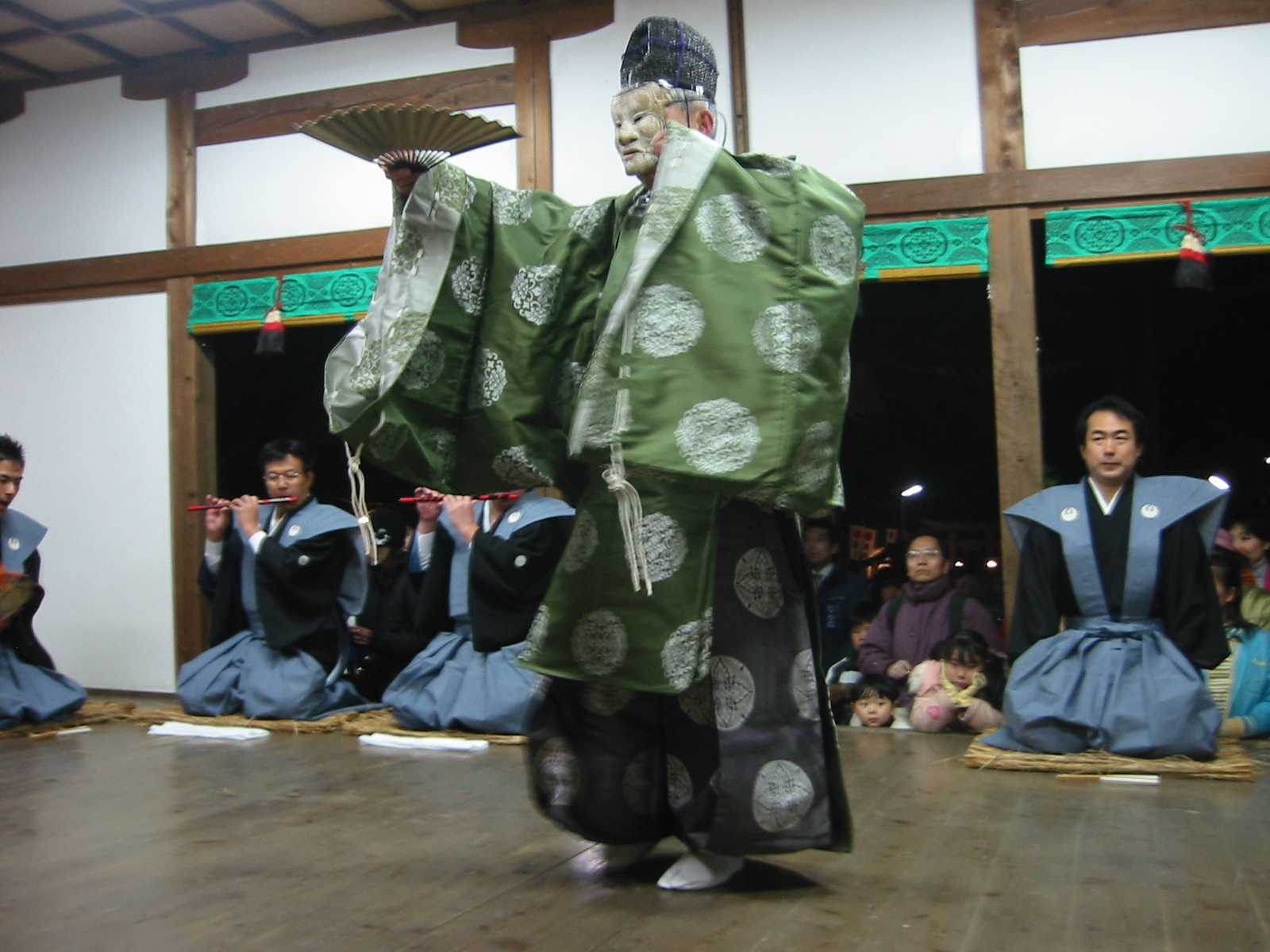
車大歳神社の翁舞（2006年）

また、その古い形態を残す翁舞を民俗芸能として伝える地が数多くある。奈良県奈良市奈良坂町にある奈良豆比古神社に伝わる翁舞は、三人の翁が登場して舞うが、舞姿に残る古風は得がたい。兵庫県神戸市須磨区の車大歳神社の翁舞は室町時代に成立した能の翁（式三番）が、千歳（露払い）・翁・三番叟（揉ノ段、鈴ノ段）という構成であるのに対し、露払い、翁、三番叟、父の尉で構成され、父の尉を省略しない古い形態を伝えている。兵庫県加東市上鴨川の住吉神社で行われる上鴨川住吉神社神事舞では、能の先行芸である呪師の芸の方固めにつながる、太刀舞・獅子・田楽舞・扇舞・高足など田楽ゆかりの芸も伝えられ、翁舞はいど・万蔵楽・六ぶん・翁・たからもの・冠者・父の尉の七つの舞からなる。初期の翁舞がそのままの形で承け継がれている稀有な例である。

## 注
1. ↑  『日本史大事典 1』、1154頁
2. ↑  『能・狂言図典』、79頁

## 参考資料
- 青木和夫 網野善彦『日本史大事典 1』、平凡社、1992年、ISBN 4-582-13101-8
- 小林保治 森田拾史郎『能・狂言図典』小学館、1999年、ISBN 4-09-362062-8